# Eva (Vorname)
Eva ist ein weiblicher Vorname.

## Herkunft und Bedeutung
Der Name Eva geht auf den hebräischen Namen חַוָּה ḥawwāh zurück. Die Etymologie des Namens ist nicht endgültig geklärt.
Als umstritten gilt die volksetymologische Deutung in Gen 3,20 , die den Namen von der Wurzel חיה ḥjh „leben“ herleitet. Bei חַוָּה ḥawwāh würde es sich um eine künstlich archaisierende Bildung aus מְחַוָּה mit der Bedeutung „die ins Leben Rufende“, „die lebendig Machende“ handeln.
In diesem Zusammenhang wird häufig auf die bereits von den Rabbinen diskutierte Herleitung von jüdisch-aramäisch חִוְיָא ḥiwjāʾ, altaramäisch חוה ḥwh „Schlange“ verwiesen.
Weitere Theorien leiten den Namen von חַוֹּת ḥawwōt „Zeltfrau“, von חִוִּי ḥiwî „Hiwiter“, von arabisch ḥajj „Clan“ oder summerisch ama, was im akkadischen zu awa „Mutter“ wurde, ab.
Die Septuaginta gibt den Namen für gewöhnlich mit Εὔα Éua, lediglich in Gen 3,20  mit Ζωή Zōē, wieder. Die Vulgata schreibt Hava.

## Verbreitung

### International
In den USA gehörte Eva im ausgehenden 19. und beginnenden 20. Jahrhundert zu den beliebtesten Mädchennamen. Über die Jahre hinweg sank die Popularität des Namens immer weiter, bis sie im Jahr 1997 mit Rang 361 einen Tiefpunkt erreichte. In den frühen 2000er Jahren nahm die Beliebtheit des Namens rasch zu. Im Jahr 2021 belegte der Name Rang 93 der Hitliste.
In Armenien stieg die Popularität des Namens Ewa zuletzt an. Seit 2016 gehört der Name zu den 50 meistvergebenen Mädchennamen. Zuletzt belegte er Rang 16 der Hitliste.
Eva ist in Belgien unter den beliebtesten Vornamen etabliert. In den vergangenen Jahren ist ein leichter Aufwärtstrend zu beobachten, sodass der Name im Jahr 2020 auf Rang 15 der Hitliste stand. Ein ähnliches Bild zeigt sich in Kroatien, wo der Name zuletzt Rang 11 der Vornamenscharts belegte.
In Island zählt der Name seit längerem zu den beliebtesten Mädchennamen, seine Platzierung ist jedoch starken Schwankungen ausgesetzt. Im Jahr 2016 stand der Name auf Rang 6 der Hitliste. Ein ähnliches Bild zeit sich auch in den Niederlanden, wo die Popularität in den vergangenen Jahren jedoch leicht abnahm. Im Jahr 2021 belegte Eva Rang 16 der Vornamenscharts. Auch in Slowenien gehört Eva zu den meistvergebenen Mädchennamen. In den Jahren 2010, 2011 und 2014 belegte er sogar die Spitzenposition in den Vornamenscharts. Seit 2018 sinkt die Popularität merklich, sodass er Name im Jahr 2021 Rang 15 der Hitliste belegte.

### Deutscher Sprachraum
Der Name Eva hat sich in Österreich unter den beliebtesten Mädchennamen etabliert. Seine konkrete Platzierung bewegte sich in den vergangenen 30 Jahren im vorderen Mittelfeld. Im Jahr 2020 stand der Name auf Rang 54 der Hitliste.
Auch in der Schweiz ist Eva ein weitverbreiteter Name. Seine Popularität nahm seit den 1990er Jahren zu. Im Jahr 2020 belegte Eva in den Vornamenscharts Rang 36.
In Deutschland ist der Name Eva vor allem seit der Reformation verbreitet. Bereits im ausgehenden 19. Jahrhundert war er beliebt. Ende der 1920er und Anfang der 1930er Jahre erreichte die Popularität einen ersten Höhepunkt, der jedoch schnell absank. In der zweiten Hälfte der 1940er Jahre erlebte die Beliebtheit einen plötzlichen Aufschwung, nur um kurz danach wieder zu sinken. In den 1970er Jahren erlebte die Popularität einen weiteren Höhepunkt. Erst in den 1990er und frühen 2000er Jahren verließ der Name die Top-100 der Vornamenscharts. Seit der zweiten Hälfte der 2000er Jahre wird der Name jedoch wieder häufiger vergeben. Im Jahr 2021 belegte Eva Rang 57 der Hitliste. Besonders in Bayern ist der Name verbreitet.

## Varianten
- Arabisch: حواء ḥawwāʾ
- Armenisch: Էվա Ewa, Jewa
- Englisch: Eve, Ava, Aviana, Avianna
  - Irisch: Éabha
- Estnisch: Eeva, Eevi, Eve
- Finnisch: Eeva, Eevi
- Französisch: Ève
- Georgisch: ევა Eva
- Griechisch: Εύη Evi, Εὔα Éva
  - Altgriechisch: Εὔα Éua
- Hausa: Hauwa, Hauwa'u
- Hebräisch: חַוָּה ḥawwāh, Chawa
- Latein: Hava
- Lettisch: Ieva
- Litauisch: Ieva
- Polnisch: Ewa
- Russisch: Ева Ewa, Jewa
- schwedisch: Ewa
- Somalisch: Xaawo
- Sorbisch: Jěwa
- Spanisch: Evelia
- Swahili: Hawa
- Tschetschenisch: Хава Chawa
- Türkisch: Havva
- Ukrainisch: Єва Jewa
- Ungarisch: Éva

### Diminutive
- Dänisch: Evy
- Deutsch: Evi
- Englisch: Eveleen, Evie, Evvie
- Lettisch: Evita
- Niederländisch: Eef, Eefje, Evi, Evy
- Norwegisch: Evy
- Spanisch: Evita
- Ungarisch: Évike

## Namenstage
- 4. Juni: nach Eva von Lüttich; auch am 14. März oder 5. April
- 24. Dezember: nach der Stammmutter Eva

## Namensträgerinnen

### Eva
- Eva K. Anderson (* 1977), österreichische Singer-Songwriterin
- Eva Badura-Skoda (1929–2021), deutsch-österreichische Musikwissenschaftlerin
- Eva Bartok (1927–1998), ungarische Filmschauspielerin
- Eva Maria Bauer (1923–2006), deutsche Schauspielerin
- Eva Beiter-Schwärzler (* 1988), österreichische Eishockeyspielerin
- Eva Biaudet (* 1961), finnische Politikerin
- Eva Birkenstock (* 1978), deutsche Kunsthistorikerin, Kuratorin und Museumsleiterin
- Eva Bonné (* 1970), deutsche Übersetzerin
- Eva Bosáková (1931–1991), tschechische Kunstturnerin
- Eva Narcissus Boyd (1943–2003), US-amerikanische Sängerin, siehe Little Eva
- Eva Braun (1912–1945), Ehefrau Adolf Hitlers
- Eva Brockmann (* 1999), deutsche Weinkönigin
- Eva Demski (* 1944), deutsche Schriftstellerin
- Eva Glawischnig (* 1969), österreichische Politikerin
- Eva Gonzalès (1847–1883), französische Malerin des Impressionismus
- Eva Green (* 1980), französische Schauspielerin
- Eva Guttsman Ostwalt (1902–2010), deutsch-US-amerikanische Überlebende des Holocaust
- Eva Habermann (* 1976), deutsche Filmschauspielerin
- Eva-Maria Hagen (1934–2022), deutsche Schauspielerin und Sängerin
- Eva Hahn (* 1946), deutsch-tschechische Historikerin
- Eva Kjer Hansen (* 1964), dänische Politikerin (Venstre) und ehemalige Ministerin
- Eva Kristin Hansen (* 1973), norwegische Politikerin
- Eva Hassmann (* 1972), deutsche Schauspielerin
- Eva Hausmann-Lucke (* 1956), deutsche Juristin, Richterin
- Eva Herman (* 1958), deutsche Fernsehmoderatorin
- Eva Herzigová (* 1973), tschechisches Model
- Eva Killutat (1943–2020), deutsche Chansonsängerin, siehe Eva (Sängerin)
- Eva Klemperer (1882–1951), deutsche Konzertpianistin, Organistin, Malerin und literarische Übersetzerin
- Eva Kreissl (* 1958), deutsch-österreichische Kulturwissenschaftlerin
- Eva Kryll (* 1953), deutsche Schauspielerin
- Eva Lang (* 1947), deutsche Ökonomin
- Eva Lanzerath (* 1998), deutsche Weinkönigin
- Eva L’Arronge (1907–1996), deutsche Schauspielerin und Tänzerin
- Eva Liebenberg (1890–1971), deutsche Opern- und Konzertsängerin
- Eva Lindenau (* 1975), deutsche Juristin und Journalistin
- Eva Lippold (1909–1994), deutsche Widerstandskämpferin und Schriftstellerin
- Eva Löbau (* 1972), österreichische Schauspielerin
- Eva Lohse (Politikerin) (* 1956), deutsche Politikerin (CDU)
- Eva Julia Lohse (* 1979), deutsche Rechtswissenschaftlerin und Hochschullehrerin
- Eva Longoria (* 1975), US-amerikanische Schauspielerin
- Eva Manhardt (1937–2018), deutsche Schauspielerin und Synchronsprecherin
- Eva Mannerheim-Sparre (1870–1957), finnisch-schwedische Künstlerin und Autorin
- Eva Maria Marold (* 1968), österreichische Sängerin und Schauspielerin
- Eva Mattes (* 1954), deutsch-österreichische Schauspielerin
- Eva May (1902–1924), österreichische Stummfilmschauspielerin
- Eva Maria Meineke (1923–2018), deutsche Bühnen- und Filmschauspielerin
- Eva Mendes (* 1974), US-amerikanische Schauspielerin
- Eva Moser (* 1957), deutsche Historikerin
- Eva Moser (1982–2019), österreichische Schachspielerin
- Eva Mücke (1937–2023), deutsche Modedesignerin und Modegrafikerin
- Eva Nordmark (* 1971), schwedische Politikerin und Gewerkschafterin
- Eva Nowotny (* 1944), österreichische Botschafterin
- Eva Inés Obergfell (* 1971), deutsche Juristin und Hochschullehrerin
- Eva Padberg (* 1980), deutsches Model, Sängerin und Songschreiberin, Moderatorin und Schauspielerin
- Eva Pawlata (* 1976), österreichische Politikerin (SPÖ)
- Eva Perón (1919–1952), argentinische First Lady (Evita)
- Eva Pflug (1929–2008), deutsche Schauspielerin
- Eva von Platen (* 1965), deutsche Künstlerin
- Eva Prager (1912–2010), deutsch-kanadische Grafikerin und Malerin
- Eva Quante-Brandt (* 1960), deutsche Pädagogin
- Eva Rechlin (1928–2011), deutsche Schriftstellerin
- Eva Rühmkorf (1935–2013), deutsche Psychologin und Politikerin
- Eva Marie Saint (* 1924), US-amerikanische Schauspielerin
- Eva Schmidt (* 1969), deutsche Journalistin und Fernsehmoderatorin
- Eva Schöck-Quinteros (* 1945), deutsche Historikerin
- Eva Speyer (1882–1975), deutsche Schauspielerin
- Eva Strittmatter (1930–2011), deutsche Dichterin und Schriftstellerin
- Eva Voraberger (* 1990), österreichische Profiboxerin
- Eva Wagner-Pasquier (* 1945), deutsche Theatermanagerin
- Eva Walkner (* 1979), österreichische Freeride-Sportlerin
- Eva Wannenmacher (* 1971), Schweizer Fernsehmoderatorin
- Eva Wilms (* 1952), deutsche Leichtathletin und Trainerin
- Eva Willms (1934–2023), deutsche Germanistin und Kinderbuchautorin
- Eva Zaoralová (1932–2022), tschechische Filmkritikerin
- Eva Zeller (1923–2022), deutsche Schriftstellerin und Lyrikerin
- Eva Zippel (1925–2013), deutsche Bildhauerin und Zeichnerin
- Eva Zlonitzky (* 1931 oder 1935), deutsche Schauspielerin
- Eva Zöllner (* 1978), deutsche Akkordeonistin

Aus der Kunst:
- Eva, Figur in Richard Wagners Oper Die Meistersinger von Nürnberg
- Eva, Titelfigur der gleichnamigen Oper von Josef Bohuslav Foerster

### Éva
- Éva, 2. Countess of Buchan, schottische Adelige, 2. Countess of Buchan

- Éva H. Balázs (1915–2006), ungarische Historikerin und Hochschullehrerin
- Éva Besnyő (1910–2003), ungarisch-niederländische Fotografin
- Éva B. Bónis (1919–1999), ungarische Archäologin
- Éva Darlan (* 1948), französische Schauspielerin
- Éva Fahidi (1925–2023), ungarische Zeitzeugin der Shoa
- Éva Garam (1939–2023), ungarische Professorin und Mittelalterarchäologin
- Éva Gauthier (1885–1958), kanadische Opernsängerin (Alt, Sopran)
- Éva Heyman (1931–1944), ungarische Schülerin, Opfer des Holocaust
- Éva Hotti (1920–1965), ungarische Schauspielerin
- Éva Janikovszky (1926–2003), ungarische Schriftstellerin
- Éva Karakas (1922–1995), ungarische Schachmeisterin
- Éva Kiss (* 1987), ungarische Handballspielerin
- Éva Kóczián (* 1936), ungarische Tischtennisspielerin
- Éva Kumpost (1934–1994), ungarische Keramikerin
- Éva Maros (* 1946), ungarische Harfenistin
- Éva Marton (* 1943), ungarische Opernsängerin (Sopran)
- Éva Novák (1930–2005), ungarische Schwimmerin
- Éva Székely (1927–2020), ungarische Schwimmerin und Olympiasiegerin
- Éva Szemcsák (* 1975), ungarische Biathletin
- Éva Tófalvi (* 1978), rumänische Biathletin

### Eeva
- Eeva Ahtisaari (* 1936), finnische Historikerin, Lehrerin und Autorin; von 1994 bis 2000 First Lady Finnlands
- Eeva Ahven (1924–2009), estnische Linguistin
- Eeva Fleig (* 1964), Schweizer Kamerafrau
- Eeva Kilpi (* 1928), finnische Schriftstellerin und Dichterin
- Eeva Kuuskoski (* 1946), finnische Politikerin der Nationale Sammlungspartei KOK
- Eeva Litmanen (* 1944), finnische Schauspielerin
- Eeva-Liisa Manner (1921–1995), finnische Dichterin und Übersetzerin
- Eeva Park (* 1950), estnische Schriftstellerin
- Eeva Putro (* 1978), finnische Schauspielerin und Drehbuchautorin
- Eeva Ruoppa (1932–2013), finnische Skilangläuferin
- Eeva Therman (1916–2004), finnisch-amerikanische Zytogenetikerin

### Chava
- Chava Alberstein (* 1946), israelische Folk-Sängerin und Komponistin
- Chava Lifshitz (1936–2005), österreichisch-israelische Chemikerin
- Chava Pressburger (1930–2022), tschechisch-israelische Künstlerin
- Chava Rosenfarb (1923–2011), polnisch-kanadische Schriftstellerin in jiddischer Sprache